# Joachim von Ribbentrop
Ulrich Friedrich Wilhelm Joachim von Ribbentrop, född 30 april 1893 i Wesel, död 16 oktober 1946 i Nürnberg, var en tysk nazistisk politiker och diplomat. Han var Tysklands utrikesminister från 1938 till 1945.
Ribbentrop, som blev medlem av NSDAP år 1932, utsågs kort efter Adolf Hitlers maktövertagande i januari 1933 till NSDAP:s särskilde talesman i utrikespolitiska frågor. Han blev samma år medlem av Schutzstaffel (SS) och var från 1940 Obergruppenführer. Han blev även Hitlers utrikespolitiske rådgivare år 1933. År 1935 utnämndes han till befullmäktigad minister och spelade som sådan en nyckelroll i tillkomsten av det tysk-brittiska flottavtalet år 1935 och Antikominternpakten året därpå. Efter att ha tjänat som Tysklands ambassadör i London i ett och ett halvt år utnämndes Ribbentrop till Tysklands utrikesminister i februari 1938. I kraft av detta ämbete undertecknade han Molotov–Ribbentrop-pakten, en vecka innan andra världskriget utbröt. Under kriget spelade han emellertid en mera undanskymd roll.
Efter andra världskriget ställdes Ribbentrop inför rätta inför den Internationella militärtribunalen i Nürnberg och dömdes till döden som huvudkrigsförbrytare.

## Biografi

### Barndom och ungdom

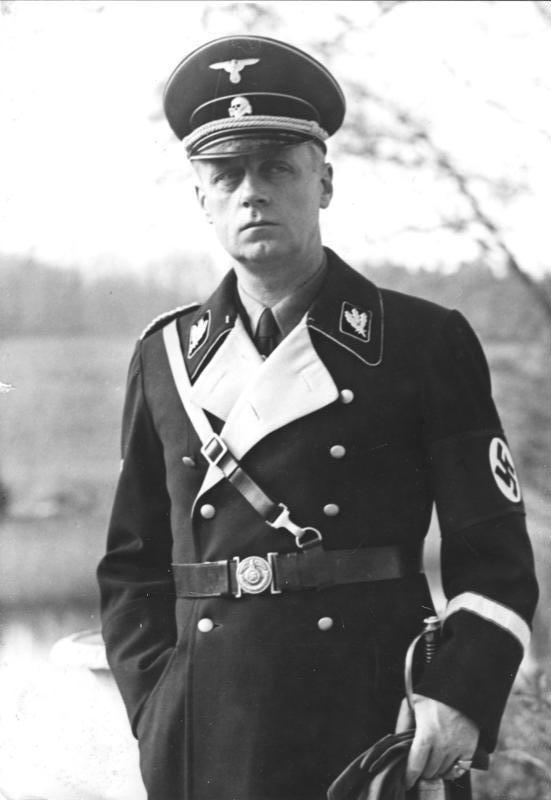
Joachim von Ribbentrop år 1938.

Joachim von Ribbentrop föddes 1893 i garnisonsstaden Wesel i Rhenprovinsen. Hans far var arméofficeren Richard Ribbentrop (1859–1941) och hans mor var Sophie Hartwig (död 1902). Han hade två syskon, brodern Lothar (1892–1918) och systern Ingeborg (född 1896). Modern dog i tuberkulos år 1902 och tre år senare gifte fadern om sig med Olga-Margarethe von Prittwitz und Gaffron, som tillhörde en markägande adelsätt.
I Metz lärde sig den unge Ribbentrop att tala franska. Han utmärkte sig i ridsport och tennis, men var tämligen medioker som skolelev och kom inte att avlägga studentexamen. År 1908 lämnade fadern armén och flyttade med sin familj till skidorten Arosa i Schweiz. Barnen Ribbentrop fick där privatundervisning av både franska och engelska lärare. Hösten 1909 skickade fadern sönerna Joachim och Lothar till England för fördjupade studier i engelska och ett år senare reste de till Kanada. Joachim Ribbentrop arbetade på en bank i Montréal och senare vid byggnadsarbeten på Quebec Bridge. År 1913 deltog han i anläggandet av National Transcontinental Railway. Vid den här tiden drabbades Ribbentrop av tuberkulos och läkare tvingades att avlägsna ena njuren. Ribbentrops allvarliga sjukdom kom senare i livet att prägla hans personlighet genom nedsatt koncentrationsförmåga och depressiva anfall. Ribbentrop återvände till Tyskland för att vila upp sig, men reste inom kort tillbaka till Kanada, där han med hjälp av arvet efter sin mor etablerade sig som vinagent och importör av tyska viner.

### Första världskriget
I början av augusti 1914 bröt första världskriget ut och Ribbentrop bestämde sig då för att lämna Kanada, som var en brittisk dominion och därmed, från den 4 augusti, låg i krig med Tyskland, för det neutrala USA. Han avreste från New York den 15 augusti med den nederländska ångaren Potsdam. Efter ankomsten till Tyskland tog han värvning och anslöt sig till 12:e kavalleriregementet i Torgau, vid vilket hans morfar hade tjänat. I regementet lärde han bland annat känna greve Wolf-Heinrich von Helldorf. Ribbentrop stred först på östfronten och senare på västfronten, där han 1917 blev sårad och tvingades lämna aktiv tjänst. Han uppnådde graden Oberleutnant. Han anställdes därefter vid försvarsministeriet i Berlin och knöts i april 1918 till det tyska konsulatet i Konstantinopel. Där stiftade Ribbentrop bekantskap med kavalleriofficeren Franz von Papen, som var stabschef vid 4:e turkiska armén. Vid denna tid hyste Tyskland fortfarande förhoppningar om att vinna kriget, även om det med Tyskland allierade Osmanska riket stod inför kapitulation.
Den 11 november 1918 skrev Tyskland under vapenstilleståndet på västfronten och tvingades enligt Versaillesfördraget påföljande år ta på sig hela krigsskulden. Ribbentrop tog, i likhet med många andra tyskar, starkt avstånd från detta fördrag och den demokratiska konstitution, som påtvingades Tyskland. År 1919 träffade han Anna Elisabeth "Annelies" Henkell, dotter till sektfabrikanten Otto Henkell, vars företag, Henkell & Co. Sektkellerei, hade blivit den främsta tillverkaren av sekt i Tyskland. Paret gifte sig den 5 juli 1920 och kom med tiden att få tre söner och två döttrar. Hustrun beskrivs som en "Lady Macbeth" som fullkomligt dominerade sin make. Enligt fängelsepsykiatern i Nürnberg, Douglas Kelley, fann Ribbentrop i sin hustru ett moderssubstitut, vilket försatte honom i en emotionell beroendeställning till henne. Diplomaten Reinhard Spitzy, Ribbentrops sekreterare 1936–1938, skrev i sina memoarer att Annelies Ribbentrop vakade på makens steg och påverkade honom helt och hållet – socialt, professionellt och politiskt; hon övertalade sin make att ansluta sig till NSDAP. Enligt Spitzy bestämde hon vilka som skulle få avlägga besök hos maken i hans egenskap av ambassadör. Hon skall även ha krävt att få närvara vid alla viktigare möten. Hasso von Etzdorf, Ribbentrops förbindelseofficer vid OKH, beskrev henne som en "synnerligen ond demon" (tyska "besonders böser Dämon").

### Mellankrigstiden
Ribbentrop fick överta Henkells kontor i Berlin och grundade 1925 firman Schönberg & Ribbentrop, som blev generalagent för Henkells sekt men även för Pommery och Johnnie Walker. Samma år övertalade han en avlägsen släkting, Gertrud von Ribbentrop (1863–1943), att adoptera honom. Hennes far Karl Barthold von Ribbentrop hade blivit adlad år 1884. Joachim Ribbentrop kunde således lagligen använda prefixet "von" och ändrade sitt namn till Joachim von Ribbentrop, även om han inte blev adlig i ordets heraldiska betydelse. Detta "von" öppnade för Ribbentrop dörrarna till Berlins finare kretsar.
Ribbentrops första personliga kontakter med den nazistiska rörelsen ägde rum i juni 1928. Berlins Gauleiter, Joseph Goebbels, hade hållit ett tal i närheten av Wiesbaden och råkade träffa paret Ribbentrop, som besökte makens föräldrahem. Goebbels antecknade den 23 juni 1928 i sin dagbok att han och Ribbentrop hade mycket att samtala om. I riksdagsvalet år 1928 fick NSDAP 2,6 procent av rösterna. Den 24 oktober 1929 ägde Wall Street-kraschen rum och Tyskland pressades att betala tillbaka sina utländska lån. Den tyska ekonomin ansträngdes kraftigt och var nära kollaps; exporten minskade, företag gjorde konkurs och arbetslösheten sköt i höjden. Detta allvarliga läge gynnade Adolf Hitler och NSDAP, som med sin radikala nationalism och antisemitism appellerade till missnöjda tyskar, särskilt inom arbetarklass och medelklass. Vid riksdagsvalen den 14 september 1930 fick NSDAP 18,3 procents stöd och blev näst största parti, efter SPD, som fick 24,5 %.
År 1930 introducerades Ribbentrop för Adolf Hitler av sin tidigare vapenbroder von Helldorf på Hotel Kaiserhof i Berlin. Senare samma år möttes Ribbentrop och Hitler vid en middag hos Victor av Wied och Ribbentrop hyllade Hitlers antikommunistiska budskap och donerade 6 000 riksmark till det nazistiska partiet. Ribbentrop kom att stödja NSDAP och blev den 1 maj 1932 partimedlem. I slutet av maj föll regeringen Brüning och Franz von Papen blev den 1 juni till ny rikskansler. Ribbentrop erbjöd sig då att bli politisk medlare mellan von Papen och Hitler. Förslaget avslogs, men när general Kurt von Schleicher blev rikskansler i början av december 1932, fick Ribbentrop uppdraget att leda förhandlingar mellan von Papen och Hitler avseende en bred politiskt enad front. En rad möten mellan von Papen, Hitler och representanter för president Hindenburg hölls i Ribbentrops villa i Berlinstadsdelen Dahlem. Både von Papen och Hitler ämnade avlägsna von Schleicher från kanslerposten. Den 22 januari 1933 överlade Hitler med von Hindenburgs son Oskar von Hindenburg och denne övertygade senare sin far att utnämna Hitler till ny rikskansler, vilket skedde den 30 januari. Ribbentrop hade spelat en nyckelroll i att föra Hitler till makten. Han åtnjöt huvudparternas förtroende och förmådde hålla förhandlingarna igång när de tycktes vara på väg att stranda.

### NSDAP
Ribbentrop var impopulär bland nazistpartiets Alte Kämpfer, "de gamla kämparna", som 1923 hade deltagit i Hitlers ölkällarkupp i München. Ribbentrop sågs som en parveny som hade anslutit sig till NSDAP av opportunistiska skäl. Goebbels skrev i sin dagbok att Ribbentrop hade "köpt sitt namn, gift sig till pengar och svindlat sig till sitt ämbete". För att kompensera för sin impopularitet blev Ribbentrop fanatisk nazist och gav tydliga uttryck för stark antisemitism. Ribbentrop hade under 1920-talet som handelsman i vinbranschen förhandlat med judiska företagare och bankirer och umgåtts med judiska vänner, men när han hade etablerat kontakter med Hitler och NSDAP upphörde han med att umgås med judar. Ribbentrop blev med tiden övertygad om att judarna i Tyskland var "ficktjuvar, mördare och bovar" och att de hade förvärvat sina förmögenheter och sin egendom olagligt.
Ribbentrop hade hoppats att bli utnämnd till utrikesminister när Hitler tillkännagav sitt kabinett den 30 januari 1933. Ett av villkoren för Hitlers utnämning till rikskansler var att han behöll Konstantin von Neurath som utrikesminister, vilken hade utnämnts av von Papen i juni 1932. Vid denna tid hade NSDAP ett begränsat inflytande över ministerposterna och det fanns ännu inte plats för det oprövade kortet Ribbentrop.
Hitler misstrodde diplomaterna på utrikesministeriet och bad Ribbentrop att för den tyska regeringens räkning rapportera om den politiska utvecklingen i Storbritannien och Frankrike. Han blev 1933 Hitlers utrikespolitiske rådgivare och samma år medlem av SS där han år 1940 blev SS-Obergruppenführer. I april 1934 fick Ribbentrop en officiell position inom tysk politik då han av Hitler utsågs till befullmäktigad för nedrustningsfrågor. Ett av Ribbentrops uppdrag var att övertyga Frankrikes utrikesminister Louis Barthou om Hitlers fredliga avsikter. Ribbentrop blev känd i bredare kretsar när han i juni 1935 förhandlade fram ett tysk-brittiskt flottavtal, vilket innebar att Tyskland tilläts att inneha en flotta som motsvarade en tredjedel av den brittiska. I början av år 1936 låg Hitlers fokus på att besätta Rhenlandet. En tysk remilitarisering av Rhenlandet stred både mot Versaillesfördraget och Locarnofördraget. Ribbentrop ansåg att en tysk inmarsch utgjorde ett farligt vågspel, men rådde Hitler till handling och den 7 mars tågade nitton tyska infanteribataljoner in i Rhenlandet. Flera brittiska politiker i ledande ställning ansåg att Tyskland endast hade återtagit en del av sitt eget territorium och den brittiska opinionen motsatte sig en brittisk militär intervention. Den franska regeringen hotade med militära insatser, men ansåg sig maktlös när den inte fann något stöd hos britterna. Hitler kunde fira sin första stora utrikespolitiska triumf.

### Dienststelle Ribbentrop
I augusti 1934 grundade Ribbentrop Büro Ribbentrop, som senare bytte namn till Dienststelle Ribbentrop, en organisation som fungerade som ett inofficiellt utrikesministerium. Med tiden kom ministeriet att ha omkring 100 anställda, och man lade särskilt fokus på relationerna med Storbritannien. Ribbentrop företog regelbundna resor till London och rapporterade direkt till Hitler. Hitler uppskattade Ribbentrops diplomatiska arbete och försåg Dienststelle Ribbentrop med 20 miljoner Reichsmark ur partiets kassa.

### Ambassadör
Den 1 augusti 1936 kungjordes Ribbentrops förordnande till ambassadör i London. Hitler hyste fortfarande förhoppningen om en tysk-brittisk allians och förhandlingar om denna blev Ribbentrops huvudsakliga uppdrag. Vid samma tid gav Hitler klartecken till Ribbentrop för en tysk-japansk pakt – Antikominternpakten – som var riktad mot den internationella kommunistiska organisationen Komintern. Genom Antikominternpakten försäkrade sig Japan om Tysklands erkännande av ockupationen av Manchuriet. Följande år anslöt sig Italien till pakten och efter Tysklands angrepp på Sovjetunionen 1941 gick en rad länder med i pakten, däribland Finland, Kroatien och Rumänien.
Ribbentrop var dock initialt ovillig att bli ambassadör i London. Han skulle då bli underordnad utrikesminister von Neurath och fruktade att relationen till Hitler skulle påverkas negativt av det. I juni samma år hade statssekreteraren vid utrikesministeriet, Bernhard Wilhelm von Bülow, avlidit och Ribbentrop bad att få efterträda honom. von Neurath hotade med att begära avsked som utrikesminister om Ribbentrop fick denna post och utnämnde istället sin svärson Hans Georg von Mackensen. Hitler ansåg att Ribbentrop behövdes i London för att bereda mark för en tysk-brittisk allians; Ribbentrop försökte förgäves få Hitler att ompröva utnämningen av von Mackensen.
Ribbentrop anlände till London i oktober 1936 och fick sitt residens vid Eaton Square i stadsdelen Belgravia. Han hade givit i uppdrag åt Martin Luther, som vid den tiden ägde en flyttfirma, att ombesörja flytten till London och därtill att inreda den nya tyska ambassaden. Luther blev en av Ribbentrops skyddslingar. I sina tysk-brittiska strävanden satte Ribbentrop stort hopp till den brittiske kungen Edvard VIII som hade proklamerat att det var hög tid att försonas med Tyskland. Paret Ribbentrop hade lärt känna kung Edvard VIII innan han uppsteg på tronen och kände även till hans förhållande med den två gånger frånskilda amerikanskan Wallis Simpson. När Edvard VIII i december 1936 tillkännagav att han ämnade gifta sig med Simpson, utlöste detta en politisk kris. Premiärminister Stanley Baldwin avvisade med eftertryck ett giftermål. Ribbentrop lade sig i diskussionerna och talade för ett giftermål och påstod att det fanns risk för ett inbördeskrig mellan kungens anhängare å ena sidan och Baldwins anhängare å den andra. Kungen tvingades att abdikera och Ribbentrop såg då detta som ett personligt misslyckande. Ribbentrop rapporterade till Hitler att judar, reaktionärer och frimurare hade störtat kungen. Flera brittiska politiker stämplade Ribbentrop som en uppblåst och taktlös narr. Även i Tysklands ledning var motståndet mot Ribbentrop stort. Utrikesminister von Neurath, Goebbels och Göring intog en fientlig inställning gentemot Ribbentrop och avfärdade helt hans diplomatiska duglighet.
I början av februari 1937 överlämnade Ribbentrop sina kreditivbrev till kung Georg VI och när han gjorde Hitlerhälsningen var han nära att träffa kungen i ansiktet med sin hand. Då Ribbentrop gjorde flera misstag i formella sammanhang, gav brittisk press honom öknamnet "Brickendrop" ("to drop a brick", engelska för att göra en blunder eller ett snedsteg).
Ribbentrops huvudsakliga uppdrag bestod i att bedriva förhandlingar och påtryckningar att Storbritannien skulle ansluta sig till Antikominternpakten samt att den brittiska kronan skulle lämna tillbaka de tidigare tyska kolonierna i Afrika. Ribbentrop hade fått Hitlers uttryckliga order att bereda mark för en tysk-brittisk allians, men denna avvisades av britterna. Detta ledde i sin tur till att Ribbentrop med tiden blev avogt inställd till Storbritannien. Han ansåg dock, att Storbritannien inte skulle komma att intervenera mot en framtida tysk hegemoni på kontinenten.

#### Hossbachprotokollet
Den 5 november 1937 höll Hitler en hemlig konferens i rikskansliet i Berlin. Vid konferensen, som benämns Hossbachkonferensen efter protokollföraren, överste Friedrich Hossbach, uppmanade Hitler sina militära ledare Werner von Blomberg, Werner von Fritsch, Erich Raeder, Hermann Göring och utrikesminister Konstantin von Neurath att förbereda sig för krig. Ribbentrop var inte närvarande vid konferensen, men två månader senare sände han ett memorandum till Hitler i vilket han menade att Tysklands eftertraktade Lebensraum ("livsrum") i öster endast kunde åstadkommas genom militärt våld. Ribbentrop föreslog, att Antikominternpakten skulle riktas mot Storbritannien och Frankrike och inte mot Sovjetunionen. Ribbentrop hade intentionen att förhindra brittisk och fransk intervention mot Tysklands territoriella utbredning i öst.

### Utrikesminister
I början av år 1938 lät Hitler byta ut ett antal ambassadörer och tjänstemän vid utrikesministeriet; därtill avskedade han utrikesminister von Neurath som inte delade Führerns krigsintentioner. Hitler var i behov av en politiker som var mera villig att förverkliga hans utrikespolitiska planer och utnämnde den 4 februari 1938 Ribbentrop till ny utrikesminister. Hitler benämnde år 1938 som "avgörandets år" och ämnade först annektera Österrike. Hitler rådfrågade Ribbentrop om annekteringen och denne bedömde att Storbritannien inte heller denna gång skulle intervenera. Hitler undanhöll dock från Ribbentrop tidpunkten för annekteringen och sände i början av mars tillbaka honom till London för ett formellt avsked som ambassadör. När Anschluss var under uppsegling, fick Ribbentrop under ett samtal med premiärminister Neville Chamberlain en förfrågan om vad som höll på att hända i Österrike. Ribbentrop ansåg sig inte kunna svara förrän han hade kontaktat Berlin. Ribbentrop försökte förgäves få kontakt med Hitler och fick av Göring den 13 mars veta att Anschluss var ett faktum, då tyska trupper föregående dag hade tågat in i Wien. Ribbentrop hade blivit åsidosatt och bemödade sig nu om att stärka sin utrikespolitiska ställning och visa sin obrottsliga lojalitet gentemot Hitler.
Som utrikesminister erbjöds Ribbentrop rikspresidentens dittillsvarande residens i Berlin som tjänstebostad. Som privatbostad använde paret Ribbentrop sin villa i Dahlem i sydvästra Berlin och de ägde även godset Sonnenburg, tre kilometer söder om Bad Freienwalde i Brandenburg. Hustrun Annelies, som hade ambitioner att spela en framträdande roll i kretsen kring Hitler, rådde sin make att förvärva slottet Fuschl i Salzkammergut, beläget omkring 25 kilometer från Führerns Berghof i Obersalzberg. Slottet anskaffades på ett orättmätigt vis då Ribbentrop gav slottets ägare ett bud på egendomen, som denne dock avvisade. Kort därefter greps ägaren och fördes till Dachau, där han även avled.

#### Ribbentrop i Rom
Den 3–10 maj 1938 avlade Adolf Hitler tillsammans med bland andra Ribbentrop ett officiellt statsbesök i Italien för överläggningar med Benito Mussolini. Ribbentrop insisterade på en särskild militär allians med Italien och tog upp saken flera gånger med sin italienske kollega, Galeazzo Ciano. När Ciano tvekade inför Ribbentrops förslag, blev den senare alltmer påflugen, vilket irriterade både Ciano och Mussolini. Senare antecknade Ciano i sin dagbok Mussolinis påstående att Ribbentrop verkade ha en liten hjärna. Ribbentrop återvände till Rom på egen hand i oktober samma år för att ånyo försöka övertala Mussolini att ingå en militär allians med Tyskland. Vid detta besök bemöttes Ribbentrop med ovilja och misstänksamhet från Mussolini och Ciano och hans förslag förkastades.

#### Den tjeckoslovakiska frågan

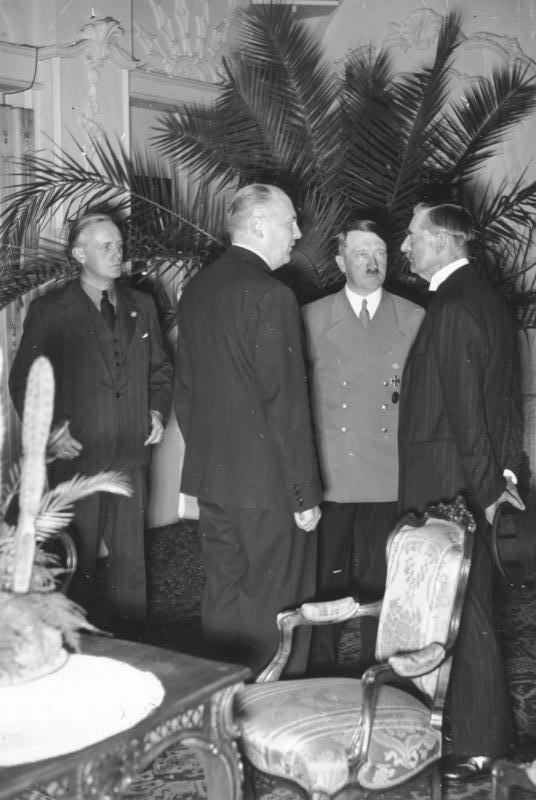
Ribbentrop (till vänster) med tolken Paul Schmidt, Adolf Hitler och Neville Chamberlain vid Münchenkonferensen.

I mars 1938 etablerade Ribbentrop nära kontakt med Sudetendeutsche Partei och dess ordförande Konrad Henlein. Hitler tänkte annektera Sudetområdena med dess tyska minoritetsbefolkning till Tyska riket under parollen "Heim ins Reich" ("Hem till riket"). Förhandlingarna mellan Hitler och Neville Chamberlain strandade men återupptogs genom Benito Mussolinis medling. I slutet av september 1938 undertecknades Münchenöverenskommelsen, vilken bland annat innebar att Tjeckoslovakien tvingades att avträda Sudetlandet till Tyskland. På Ribbentrops initiativ sändes diplomaten Edmund Veesenmayer till Tjeckoslovakien för att söka förmå slovakiska politiker att utropa Slovakiens självständighet. Veesenmayer gjorde klart för de ledande slovakiska politikerna att Tyskland annars skulle besätta en del av Slovakien och låta Ungern annektera övriga slovakiska områden. Den 9 mars 1939 tågade tjeckiska trupper in i Slovakien och avsatte dess autonoma regering och premiärministern Jozef Tiso. Hitler tappade då tålamodet och bjöd in Tiso till Berlin för att uppmana honom att omedelbart utropa Slovakiens oavhängighet. Tiso sammankallade det slovakiska parlamentet, som den 14 mars röstade för självständighet. Tiso återinsattes som premiärminister, denna gång för den oberoende staten Slovakien. Den nybildade staten kom under Tysklands beskydd och blev med tiden i flera avseenden en tysk vasallstat. Vid en konferens med president Emil Hácha den 14 mars tvingade Hitler och Ribbentrop honom att gå med på en tysk invasion av det tjeckiska territoriet. Dagen därpå tågade tyska trupper in i Prag och de tjeckiska områdena ombildades genom en lag, undertecknad av Ribbentrop, till riksprotektoratet Böhmen-Mähren.

### Pakten med Sovjetunionen

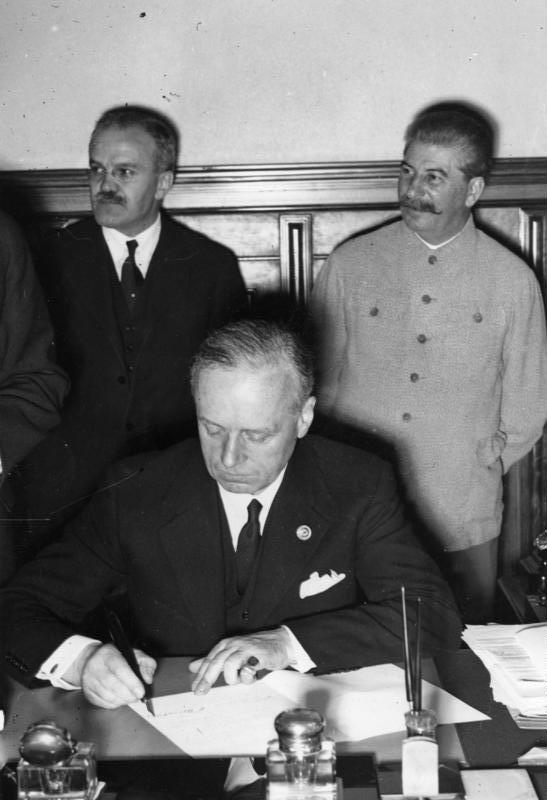
Ribbentrop undertecknar det tysk-sovjetiska nonaggressionsavtalet. Bakom honom står Vjatjeslav Molotov och Josef Stalin.

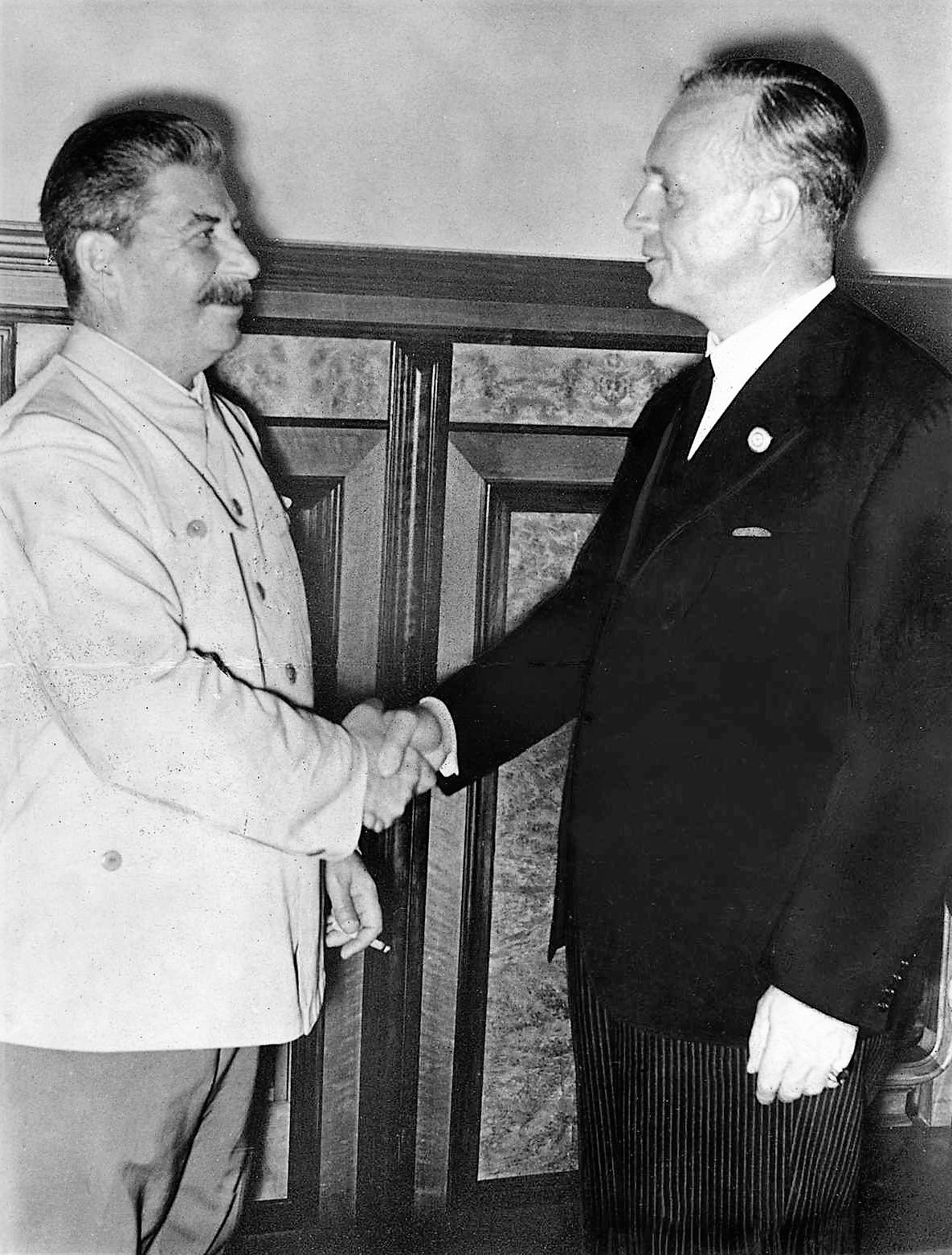
Stalin och Ribbentrop vid undertecknandet av nonaggressionsavtalet i Moskva den 23 augusti 1939.

Efter inmarschen i Prag vände Hitler sina blickar mot Polen. Sedan 1919 var Fria staden Danzig och Ostpreussen avskilda från huvuddelen av Tyska riket genom den polska korridoren, det landområde som gav Polen förbindelse med Östersjön. Ribbentrop förmedlade Hitlers krav till polackerna: en exterritoriell landförbindelse med Ostpreussen och särskilda regler för den tyska minoritetsbefolkningen i Polen. Den polska regeringen avvisade de tyska kraven och en konflikt började skönjas. Ribbentrop, som i likhet med Hitler fruktade ett tvåfrontskrig, gav sin sakkunnige i östfrågor, diplomaten Peter Kleist, i uppdrag att sondera möjligheterna för en pakt med Sovjetunionen. I mitten av april 1939 underrättades Hitler om att Stalin inte såg de båda staternas ideologiska skiljaktigheter som något hinder för ett fördjupat samarbete. I maj ersatte Stalin utrikesministern Litvinov med Molotov, då han ansåg att Litvinov var alldeles för västvänlig och att Molotov skulle ge Sovjet större handlingsfrihet i förhandlingarna med Tyskland.
I slutet av juli 1939 inleddes de egentliga förhandlingarna mellan Tyskland och Sovjetunionen. Stalin ansåg att ett ekonomiskt avtal var en förutsättning för ett politiskt. Ett tysk-sovjetiskt ekonomiskt avtal slöts den 19 augusti och innebar att Tyskland skulle erhålla råvaror mot bland annat militär utrustning. Fyra dagar senare, den 23 augusti, undertecknade Ribbentrop och Molotov ett ömsesidigt nonaggressionsavtal i Moskva. Pakten, som kallas Molotov–Ribbentrop-pakten efter dess undertecknare, innebar ömsesidig neutralitet i det fall endera staten skulle anfallas av tredje part. Pakten innehöll även ett hemligt tilläggsprotokoll där Sovjetunionen tillerkändes särskilda intressen i Finland, Estland, Lettland, Bessarabien och Polens östra områden, medan Tyskland tilldelades Litauen och västra Polen. Ribbentrop flög tillbaka till Tyskland och hyllades av Hitler som "en andre Bismarck".
Den 25 augusti slöt Storbritannien ett avtal med Polen om militärt bistånd i händelse av krig. Den brittiske ambassadören i Tyskland, Nevile Henderson, hade dittills förespråkat eftergiftspolitik, men han meddelade Hitler att britternas tålamod nu var slut. Den 27 augusti försäkrade Neville Chamberlain Hitler att Storbritannien skulle intervenera militärt vid ett tyskt anfall mot Polen. Den 30 augusti träffades Henderson och Ribbentrop på utrikesministeriet i Berlin för förhandlingar. Ribbentrop krävde, att en befullmäktigad representant för den polska regeringen skulle infinna sig vid förhandlingsbordet under natten till den 31 augusti. Om detta inte skedde, skulle inte Tyskland kunna göras ansvarigt för konsekvenserna. Inför Henderson påpekade Ribbentrop därtill att Polen – inte Tyskland – var den aggressiva parten. Henderson anklagade då Tyskland för sabotagehandlingar vid den polska gränsen, varvid Ribbentrop skrek att det var en lögn. Enligt tolken Paul Schmidt blev ordväxlingen alltmer hätsk och båda diplomaterna ställde sig upp och fräste åt varandra. I detta ögonblick trodde Schmidt att det skulle komma till handgripligheter mellan Henderson och Ribbentrop. Situationen lugnade dock ner sig, men Ribbentrop talade fortsatt nedlåtande åt Henderson som kort efter midnatt återvände till den brittiska ambassaden.
Den 1 september 1939, en dryg vecka efter ingåendet av pakten, anföll Tyskland Polen och sedan Storbritannien och Frankrike hade förklarat Tyskland krig, var andra världskriget ett faktum.

### Andra världskriget
Ribbentrop hade spelat en avgörande roll i det diplomatiska spelet inför angreppet på Polen och närvarande vid alla Hitlers militära överläggningar rörande planerandet av anfallskrig. Under år 1940 utarbetade han utrikesministeriets officiella memoranda beträffande anfallen på Norge och Danmark samt Nederländerna och ansträngde sig särskilt om att i skrift rättfärdiga dessa krigsföretag för omvärlden.
Den 27 september 1940 undertecknades i Berlin den så kallade Tremaktspakten mellan Tyskland, Italien och Japan. Undertecknade gjorde Ribbentrop, Italiens utrikesminister Galeazzo Ciano och Japans ambassadör Saburō Kurusu. Pakten kompletterade Antikominternpakten genom att de undertecknande staterna skulle ge varandra militärt stöd i händelse av krig. Pakten var även menad att överbrygga den spricka som hade uppstått i de diplomatiska förbindelserna mellan Japan och Tyskland i och med Molotov–Ribbentrop-pakten år 1939. Efter 1940 avtog Ribbentrops inflytande över Tysklands utrikespolitik, då Hitlers intresse för diplomati svalnade. Enligt den brittiske historikern Ian Kershaw fanns det inte någon utrikespolitik att bedriva.
I maj 1941 deltog Ribbentrop i en konferens där Hitler och Ion Antonescu diskuterade Rumäniens deltagande i anfallet på Sovjetunionen, Operation Barbarossa. Ribbentrop konsulterade Alfred Rosenberg, riksminister för de ockuperade områdena i öst, om den politiska exploateringen av Sovjetunionens territorium. I juli 1941, en månad efter igångsättandet av Operation Barbarossa, uppmanade Ribbentrop Japan att anfalla Sovjetunionen.

#### Delaktighet i Förintelsen
Fram till våren 1941 löste Tyskland "den judiska frågan" främst genom tvångsemigration, men i och med Operation Barbarossa ändrades lösningen från emigration till utrotning. Efter de framryckande tyska arméerna följde särskilda mobila insatsgrupper, Einsatzgruppen, vars manskap hade givits order att mörda judar, partisaner, politiska kommissarier och övriga för nazisterna misshagliga personer. Utrikesministeriet under Ribbentrops ledning var djupt involverat i genomförandet av massmorden. Ribbentrops representant i Serbien, Felix Benzler, rapporterade i september 1941 att SS hade tagit omkring 8 000 judar som gisslan och hotade att arkebusera dem som vedergällning för partisanattacker. Benzler uppmanade Ribbentrop att släppa dem för att finna en fristad i Rumänien, men Ribbentrop överlämnade ärendet åt SS-generalen Reinhard Heydrich. Drygt 2 000 av judarna massakrerades i närheten av Topola, medan de övriga sändes till koncentrationslägret Sajmište, där de gasades ihjäl. Ribbentrop fick kontinuerligt rapporter om insatsgruppernas mordiska aktiviteter och deportationerna av judar från Tyska riket och riksprotektoratet Böhmen-Mähren. Som utrikesminister hade Ribbentrop full kännedom om nazisternas folkmord på de europeiska judarna.
Den 20 januari 1942 hölls den så kallade Wannseekonferensen i sydvästra Berlin. Vid konferensen, som leddes av Heydrich, beslutades det hur "den slutgiltiga lösningen av judefrågan" administrativt och logistiskt skulle genomföras. Martin Luther, som föregående år hade utnämnts till understatssekreterare vid utrikesministeriet, representerade Ribbentrop. Luther fick efter konferensen i uppgift att organisera utrikesministeriets delaktighet i förintelsen och sträva efter andra staters intresse att deportera judar till förintelselägren. Luther ansåg dock, att Ribbentrop var oduglig som utrikesminister och ville få honom avsatt. Luther tog hjälp av Walter Schellenberg, chef för Sicherheitsdiensts utrikesavdelning, som i sin tur kontaktade Himmler. Denne var ovillig att officiellt ifrågasätta Ribbentrop, som åtnjöt Hitlers förtroende. Schellenberg hade kommit över en medicinsk journal vars innehåll gjorde gällande att Ribbentrops långvariga njurproblem hade påverkat hans mentala tillstånd. Schellenberg uppmanade Himmler att öppet kritisera Ribbentrop, men Himmler avstod. När Luthers konspiration kom till Ribbentrops kännedom, krävde han av Hitler att Luther och hans medhjälpare skulle avrättas för förräderi. Hitler lät internera Luther i koncentrationslägret Sachsenhausen som så kallad "privilegierad fånge".
I februari 1943 uppmanade Ribbentrop den italienska regeringen att intensifiera deportationerna av judar från den italienska ockupationszonen i sydöstra Frankrike. Under kriget opponerade sig Ribbentrop inte en enda gång mot Himmlers och SS:s utrotningspolitik.

#### Undergången
I april 1945 närmade sig Röda armén den tyska huvudstaden. Ribbentrop och hans familj lämnade godset Sonnenburg och reste till Berlin. Ribbentrop skickade hustrun och barnen till Rhenlandet och hade själv ett sista möte med Hitler i bunkern under Rikskansliet. Ribbentrop uppgav i senare förhör att Hitler var helt uppgiven och beordrade honom att lämna Berlin och ta sig till de brittiska styrkorna i nordvästra Tyskland för att få till stånd en engelsk-tysk allians mot de ryska bolsjevikerna. Den 30 april 1945 begick Hitler och hans nyblivna hustru Eva Braun självmord. Dagen före sin död hade Hitler dikterat sitt politiska testamente, i vilket han utnämnde storamiral Karl Dönitz till sin efterträdare som statsöverhuvud. Österrikaren Arthur Seyss-Inquart utnämndes till ny utrikesminister och sidsteppade således Ribbentrop. När testamentets innehåll kom till Ribbentrops kännedom, reagerade han hysteriskt:
| ” | Detta gör mig mycket bitter. Jag gav honom allt. Jag var lojal. [– – –] Jag stod ut med hans temperament. Och sedan kastade han bara ut mig. Detta sårar mig mer än något annat som han kunde ha gjort. | „ |

Ribbentrop reste till Flensburg där Dönitz hade installerat sitt högkvarter för att försöka förhandla med denne om utrikesministerposten. Dönitz, som ansåg att Ribbentrop var en idiot, var helt avvisande. Ribbentrop gick då under jorden och sökte skydd i Hamburg, där han den 14 juni greps av allierade soldater. Ribbentrop fördes till krigsfångelägret Camp Ashcan i Mondorf-les-Bains i Luxemburg tillsammans med en rad andra tyska politiker och militärer, bland andra Hermann Göring, Alfred Rosenberg, Dönitz, Alfred Jodl och Wilhelm Keitel. I mitten av augusti 1945 fördes de till Nürnberg i avvaktan på att rättegången inför den internationella militärtribunalen skulle inledas.

### Nürnbergprocessen

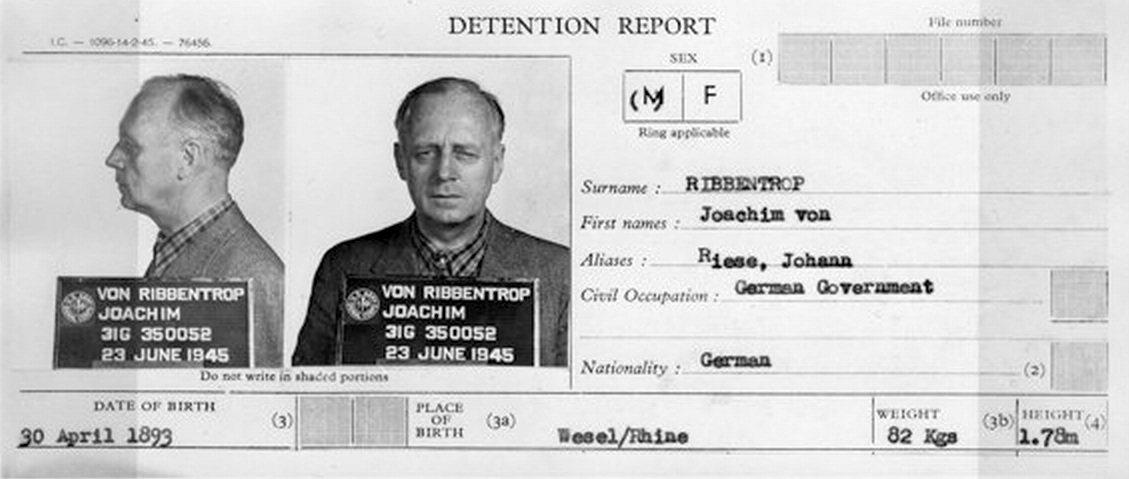
Ribbentrops arresteringsdokument; enligt detta vägde han 82 kilo och var 178 cm lång.

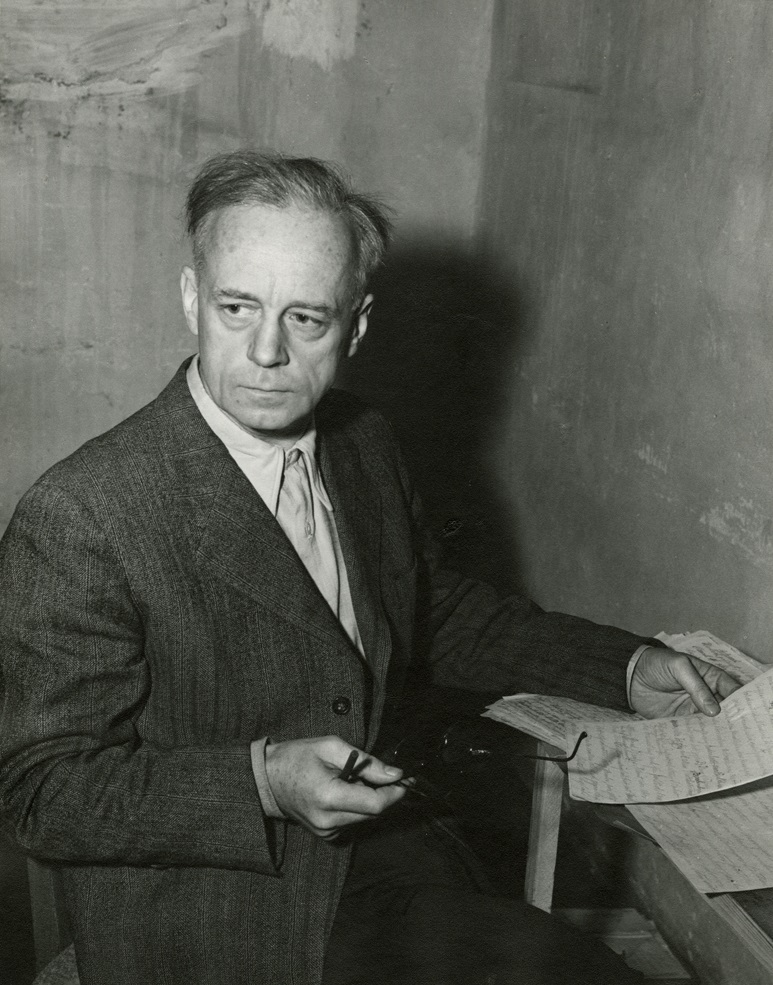
Ribbentrop i sin cell i Nürnberg.

Inför den internationella militärtribunalen anklagades Ribbentrop enligt samtliga fyra åtalspunkter: planerande av anfallskrig, brott mot freden, krigsförbrytelser och brott mot mänskligheten. Åklagarsidan hade lagt särskilt stor vikt vid Ribbentrops höga ställning i Nazityskland. Han hade varit närvarande vid många av Hitlers betydande konferenser och hade deltagit i samtliga angreppsplaner från invasionen av Polen 1939 till anfallet mot Sovjetunionen 1941. Ribbentrop bedyrade inför rätten att han alltid hade strävat efter fredlig samexistens med Storbritannien och alltid beundrat britterna och fransmännen. Bevisningen mot detta var dock mycket omfattande. Därtill vittnade Göring om att Ribbentrop var missnöjd med Münchenavtalet i september 1938, då Ribbentrop hade velat ha krig. Den italienske utrikesministern Cianos dagbok vittnade om Ribbentrops krigsvilja; i augusti 1939 hade Ciano frågat Ribbentrop om Tyskland krävde den polska korridoren eller Danzig. Ribbentrop svarade: "Vi vill ha krig". I sitt slutanförande inför tribunalen den 31 augusti 1946 kommenterade Ribbentrop pakten med Sovjetunionen och menade att Stalin helt hade uteslutit en fredlig lösning på den tysk-polska konflikten. Ribbentrop beskrev pakten med Sovjetunionen som ett vänskapsavtal.
Ribbentrop avrådde dock Hitler från att angripa Sovjetunionen. Den 28 april 1941 sände han ett memorandum till Hitler och förklarade att ett krig mot Sovjetunionen "skulle kosta mer än det skulle smaka". Om Tyskland anföll Sovjetunionen skulle det stärka britternas stridsmoral och till dem sända en signal om att Tyskland slutgiltigt givit upp förhoppningarna om en invasion av de brittiska öarna.
Åklagarna kunde bevisa att Ribbentrop även hade medverkat i den brottsliga politik, som företagits i de av Tyskland ockuperade områdena. I Nürnberg framkom det att han hade undertecknat lagen om upprättandet av riksprotektoratet Böhmen-Mähren och likaså givit order om deportationer av judar därifrån. Ribbentrop hade förordat lynchning av allierade flygare som hade skjutits ned över Tyskland. Ribbentrop bedyrade att han inte hade haft kontroll över alla brott som begicks, och att det var Hitler som hade haft det stora ansvaret och fattat alla viktiga beslut. Ribbentrop förnekade även att han själv skulle ha haft kännedom om koncentrationslägrens existens. Han påstod sig inför Hitler ofta ha uttryckt en avvikande åsikt och försökt påverka denne. Vid rättegången framkom det dock inte några bevis för detta, förutom att han hade ifrågasatt Operation Barbarossa. I sitt försvar inför domstolen förblev han trogen Führern, men hävdade samtidigt att han opponerat sig mot judeförföljelserna och Tysklands aggressiva expansionspolitik som ledde till världskrig. Under korsförhöret kunde åklagaren lägga fram en rad skriftliga dokument som bevisade motsatsen.
Domstolen ansåg Ribbentrop skyldig enligt samtliga fyra åtalspunkter och dömde honom till döden genom hängning. Den 15 oktober 1946, dagen före avrättningen, avfattade Ribbentrop ett avskedsbrev till sin hustru. Han skrev bland annat:
| ” | Jag ville hjälpa Adolf Hitler att skapa ett starkt och välmående Tyskland, men både Führern och nationen har fallit ... Är det då inte rätt, inte på grund av Nürnberg-domen, som avkunnats av utländska domare, utan med tanke på en högre rättvisa, att även jag måste falla? Stolt och obruten och i den fasta tron på ett evigt liv kommer jag att gå min väg ... Jag tar ännu en gång ditt kära huvud i mina händer och tittar ännu en gång djupt i dina ögon med all den oändliga kärlek, som en människa kan hysa för en annan. Farväl – jag säger på återseende i en annan värld. Gud hjälpe dig. | „ |

#### Samtal med Goldensohn
Den amerikanske psykiatern Leon Goldensohn utsågs till fängelsepsykiater i Nürnberg efter andra världskrigets slut. Från januari till juli 1946 övervakade han den psykiska hälsan hos de tjugoen män som stod åtalade inför den internationella militärtribunalen. Han noterade även deras kroppsliga besvär. Goldensohn intervjuade även några av åklagarsidans och försvarets vittnen. För Goldensohn uppgav Ribbentrop att han brottades med sin inställning till Hitler. Han undrade om Hitler hade känt till de skändligheter som pågick och om han gjorde det, hur han kunde ha låtit dem pågå? Ribbentrop talade om sina första möten med Hitler och beskrev att denne utstrålade "diktatorisk makt och charm". Enligt Ribbentrop hade Hitler alla sina ministrar och medhjälpare helt i sin hand och Ribbentrop hävdade att han inte hade känt till något om Hitlers planer förrän de hade satts i verket. Ribbentrop menade att Hitler kunde vara mycket trevlig mot honom, men att han plötsligt kunde kritisera honom och anklaga honom för att vilja förråda honom. Ribbentrop framställde sig som Hitlers trognaste anhängare och att han blev djupt sårad av Hitlers beskyllningar.
Ribbentrop berörde den chock han drabbades av när fadern avled 1941. Fadern var hans närmaste vän och Ribbentrop blev i sin sorg deprimerad, ett tillstånd som han antog att han fortfarande befann sig i under rättegången i Nürnberg. När Ribbentrop greps i mitten av juni 1945, ville han begå självmord. Han blev dock kroppsvisiterad och då fann den brittiska militärpolisen hans giftkapsel. Goldensohn frågade om han fortfarande umgicks med självmordstankar. Ribbentrop svarade nekande och sade att han var tvungen att ta sitt ansvar. Han påstod dock, att han som utrikesminister saknade makt eftersom Tredje riket var en diktatur.

#### Avrättning
Sedan Hermann Göring begått självmord några timmar före avrättningen var Ribbentrop den förste dödsdömde att avrättas natten till den 16 oktober 1946. Efter att ha eskorterats de tretton trappstegen till snaran frågade man efter hans sista ord. Ribbentrop yttrade:
| ” | Gud bevare Tyskland. Må Gud vara min själ nådig. Min sista önskan är att Tysklands enhet skall bestå och att Öst och Väst skall få förståelse för varandra och att det blir fred i världen. | „ |

Efter en kort stund öppnade bödeln falluckan under Ribbentrop. Flera samstämmiga rapporter, däribland Storbritanniens officiella, vittnade om att Ribbentrops avrättning fallerade. Istället för att bryta hans nacke och därmed döda honom omedelbart ströps han långsamt. Han förklarades död cirka 20 minuter efter att falluckan öppnats. Flera av de dödsdömda kom att strypas till döds. Detta berodde på att bödeln vid utformningen av snara och galge inte hade beaktat att dessa män hade gått ned avsevärt i vikt under den långa häktningstiden. Efter avrättningen fotograferades Ribbentrops döda kropp. Senare samma dag transporterades hans kropp jämte de andra avrättades samt Görings till ett hus vid Heilmanstrasse i München-Solln, som amerikanska armén hade använt som bårhus. Allierade myndigheter inspekterade kropparna, varefter dessa kremerades. Askan ströddes i den närbelägna bäcken Conwentzbach, ett biflöde till Isar.
År 1953 publicerade Annelies von Ribbentrop sin makes memoarer, Zwischen London und Moskau, vilka han hade författat under sin internering i Nürnberg.

## Utmärkelser
- Sankt Kyrillos och Sankt Methodios orden
- Annunziataorden
- Storkorsriddare av Italienska kronorden
- NSDAP:s partitecken i guld
- Stora Riddarkorset av Sankt Mauritius och Sankt Lazarusorden
- Järnkorset av första klassen
- Järnkorset av andra klassen
- Danzigkorset av första klassen
- Tyska örnens orden
- Storkorset av Finlands Vita Ros’ orden
- Krigsförtjänstkorset av första klassen utan svärd
- Krigsförtjänstkorset av andra klassen utan svärd
- Såradmärket i svart (1918)
- Ärekorset
- NSDAP:s tjänsteutmärkelse i silver
- SS Hederssvärd
- SS-Ehrenring

## I populärkulturen
- I den amerikanska propagandafilmen Mission to Moscow från 1943 spelas Ribbentrop av Henry Daniell.
- Henryk Borowski spelar Ribbentrop i den polska filmen Epilogue at Nürnberg från 1971.
- Geoffrey Toone gestaltar Ribbentrop i den brittiska TV-filmen The Death of Adolf Hitler från 1973.
- I TV-filmen The Gathering Storm från 1974 spelas Ribbentrop av Robert Hardy.
- Kosti Klemelä gestaltar Ribbentrop i den finska TV-filmen Sodan ja rauhan miehet från 1978.
- I den jugoslaviska TV-filmen Slom från 1979 spelas Ribbentrop av Demeter Bitenc.
- Anton Diffring spelar Ribbentrop i den amerikanska TV-serien Krigets vindar från 1983.
- I TV-serien Mussolini and I från 1985 spelas Ribbentrop av Hans-Dieter Asner.
- I den amerikansk-jugoslaviska TV-serien Mussolini: The Untold Story från 1985 spelas Ribbentrop av Richard Kane.
- John Woodvine spelar Ribbentrop i den brittiska TV-filmen Countdown to War från 1989.
- Wolf Kahler spelar Ribbentrop i Återstoden av dagen från 1992.
- I den kanadensisk-amerikanska TV-filmen Nuremberg från 2000 spelas Ribbentrop av Benoît Girard.
- Ivaylo Geraskov gestaltar Ribbentrop i den brittiska dokumentären Nuremberg: Nazis on Trial från 2006